# خالد بدوي
خالد بدوي (1 يونيو 1988م - )، عضو مجلس النواب المصري عن تنسيقية شباب الاحزاب والسياسيين، عضو هيئة التدريس في جامعة الزقازيق وعضو تنسيقية الأحزاب الذي انتخب في أكتوبر 2020م.

## نشأته
ولد خالد بدوي في عام 1988 في قرية كفر أبو الديب, مركز الأبراهيمية بمحافظة الشرقية.

## الدراسة
حاصل على بكالوريوس التربية الرياضية من جامعة الزقازيق دور مايو 2010 بتقدير ممتاز مع مرتبة الشرف، وماجستير التربية الرياضية من جامعة الزقازيق في يناير 2014 ودكتوراة الفلسفة في التربية الرياضية من جامعة الزقازيق ودبلوم السياسات العامة وتطوير المجتمع وادارة التغيير من جامعة لينكولن في نيوزيلاندا في عام 2017.

## عضو في مجلس النواب
عمل علي تطوير طريق رئيسي في مركز الأبراهيمية وقام بأحاطة وزيرة الصحة بتطوير مستشفي الأبراهيمية وحصل مركز الأبراهيمية علي أربع أضعاف الميزانية السنوية في بداية ولايتة.